# Crawford Long
Crawford Williamson Long (1. listopadu 1815 Danielsville, Georgie, USA – 16. června 1878 Athens, Georgie) byl americký lékař a farmakolog. Narodil se v Danielsville, ve státě Georgie ve Spojených státech. V roce 1839 získal titul M.D. na universitě v Pensylvánii. 30. března 1842 jako první použil při chirurgické operaci k odejmutí nádoru anestézii vyvolanou diethyletherem. Jeho bratrancem byl slavný zubař, karbaník a pistolník Doc Holliday.
Zemřel 16. června 1878 v Athens v Georgii.